# Tierra de Medina

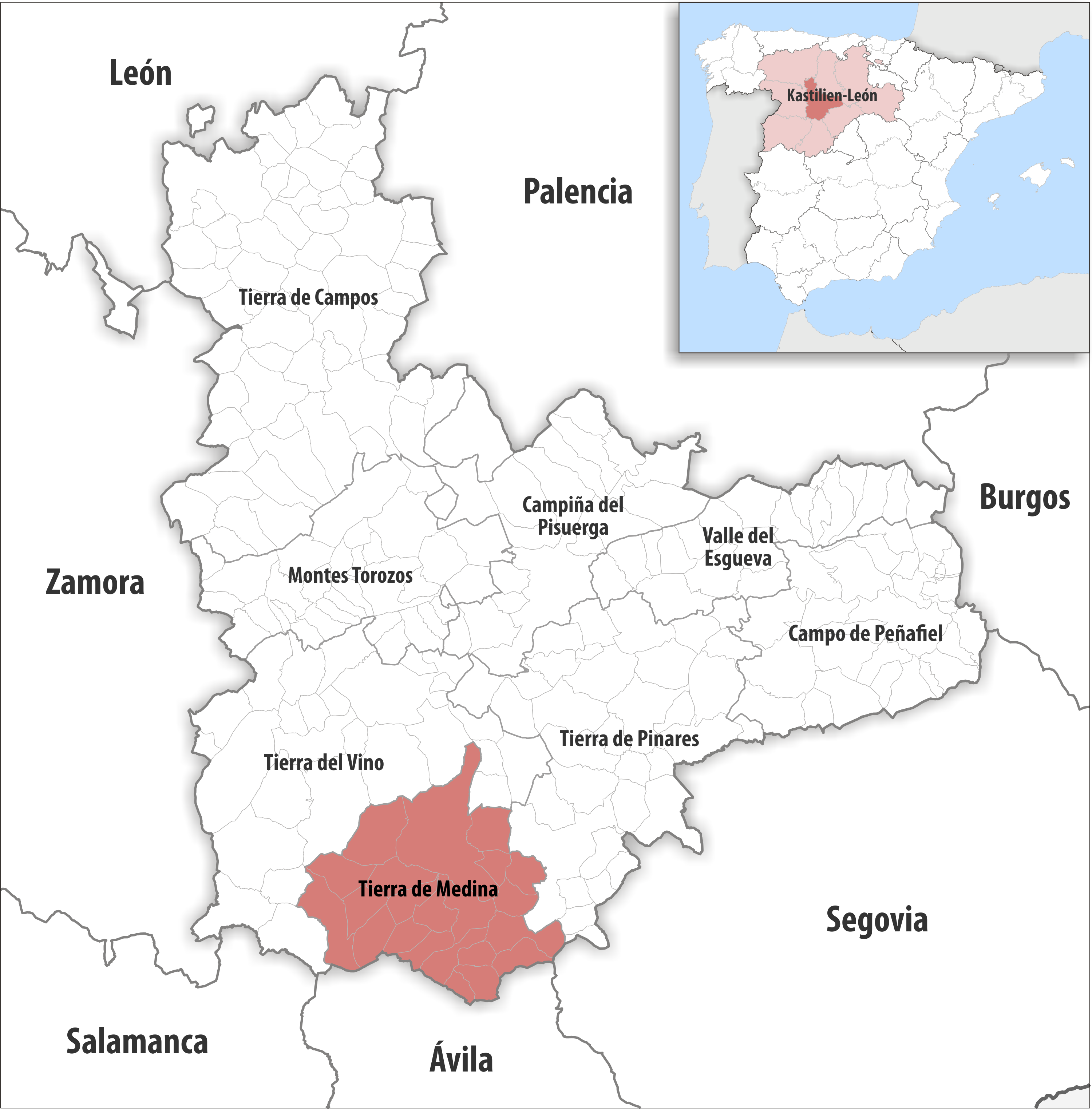
La comarca de Tierra de Medina, en la provincia de Valladolid.

Tierras de Medina es una comarca de la provincia de Valladolid. Su cabecera es Medina del Campo.
Según datos recogidos por el INE el número de habitantes que hay en la comarca es de 36.580 habitantes en el año 2022.

## Historia

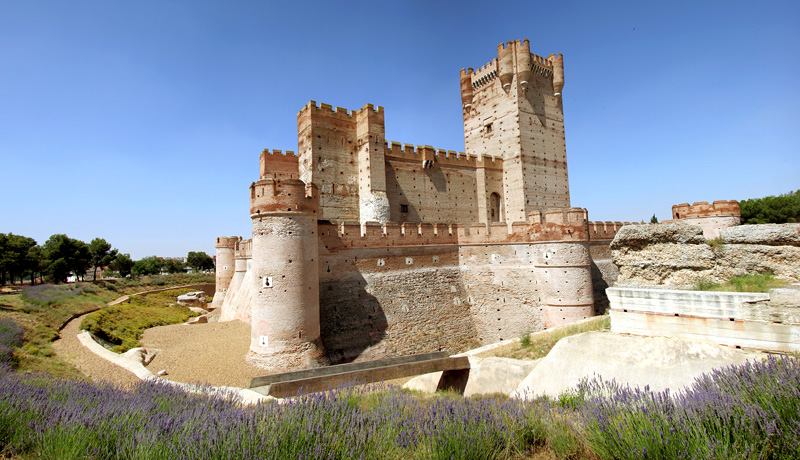
Castillo de La Mota

La historia de la Mancomunidad Tierras de Medina se remonta al año 1991, a fin de dar una solución a la problemática que existía en la zona, gestacional comúnmente los servicios básicos, apoyar a los Ayuntamiento y tener llegada a los apoyos que las distintas Administraciones tienen previstos para estos entes supramunicipales, a fin de apoyar sus dotaciones e infraestructuras.
A día de hoy afrontan distintos planes que se crearon en el origen de la mancomunidad, como por ejemplo:
- La recogida y tratamiento de residuos urbanos, recogida de papel cartón y vidrio, pilas usadas, aceites usados de automoción, muebles y enseres.
- Mantenimiento y conservación de caminos rurales.
- Estudios técnicos de promoción y desarrollo económico, turístico, social y de empleo.
- Utilización conjunta de maquinaria con el fin de realizar obras en los municipios.

## Municipios
Lista de los 32 municipios que forman la comarca:
- Alaejos
- Ataquines
- Bobadilla del Campo
- Brahojos de Medina
- Castrejón de Trabancos
- Cervillego de la Cruz
- El Campillo
- Carpio
- Fresno el Viejo
- Fuente el Sol
- La Seca
- Lomoviejo
- Medina del Campo
- Moraleja de las Panaderas
- Muriel de Zapardiel
- Nava del Rey
- Nueva Villa de las Torres
- Pozal de Gallinas
- Pozaldez
- Ramiro
- Rubí de Bracamonte
- Rueda
- Salvador de Zapardiel
- San Pablo de la Moraleja
- San Vicente del Palacio
- Serrada
- Siete Iglesias de Trabancos
- Torrecilla de la Orden
- Valdestillas
- Velascálvaro
- Villanueva de Duero
- Villaverde de Medina

También forman parte de la mancomunidad varias pedanías de varios de los municipios, hay en un total 6 pedanías:
- Foncastín, pedanía de Rueda.
- Gomeznarro, pedanía de Medina del Campo.
- Honcalada y San Llorente, pedanías de Salvador de Zapardiel.
- Rodilana, pedanía de Medina del Campo.
- Torrecilla del Valle, pedanía de Rueda.